# Tourismus in Tirol

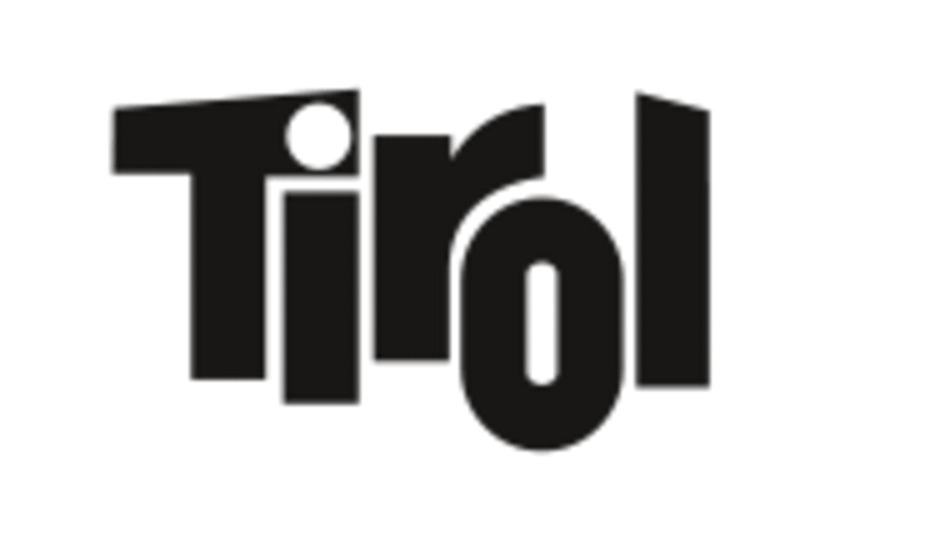
Signet des Tourismusmarketing in Tirol seit 1974

Der Tourismus ist ein zentraler Wirtschaftsfaktor im österreichischen Bundesland Tirol, die Anfänge gehen ins 18. Jahrhundert auf erste Bildungsreisende zurück. In den vergangenen Jahren hat sich der Tourismus trotz schwieriger gesellschaftspolitischer und wirtschaftlicher Rahmenbedingungen als krisensichere Branche erwiesen, wie die Ankunfts- und Nächtigungsstatistik (s. u.) belegt. In vielen Tälern in Tirol bildet der Tourismus die Existenzgrundlage der Bevölkerung, er sichert auch Einkommen und Arbeitsplätze in Handel, Gewerbe und Landwirtschaft. Die COVID-19-Pandemie in Österreich hat jedoch zu einem Schwund an ausländischen Touristen geführt, unter anderem wurden die Grenzen geschlossen, und es bestand vom 27. September 2020 bis zum 28. März 2021 bei der Einreise eine Pflicht für einen aktuellen (max. 48 Std.) negativen COVID-19-Testergebnis.

## Geschichte
In den Handbüchern zur Geschichte Tirols wird dem Tourismus jeweils ein eigenes Kapitel zugewiesen, gilt doch der Tourismus in der Selbstsicht der Bewohner als wesentlicher Baustein für die Identität des Landes.
Profunde Geschichtsdarstellungen liefern u. a.:
- Michael Forcher: Kleine Geschichte Tirols. Innsbruck 2006.
- Michael Gehler: Tirol. Land im Gebirge. Zwischen Tradition und Moderne. Wien 1999.
- Alois Lechthaler: Handbuch der Geschichte Tirols. Innsbruck, Wien 1936.
- Josef Riedmann: Geschichte Tirols. Wien 2001
- Horst Schreiber: Wirtschafts- und Sozialgeschichte der Nazizeit in Tirol. (Geschichte und Ökonomie 3). Innsbruck 1994.
- Johann Jakob Staffler: Tirol und Vorarlberg statistisch, topographisch. Mit geschichtlichen Bemerkungen in 2 Theilen. Innsbruck 1839.

## Wirtschaftliche Bedeutung
Im Jahr 2015 wurden in Österreich rund 135 Millionen Nächtigungen registriert, ein Drittel aller Urlaubernächtigungen (45,6 Mio.) entfiel auf Tirol. Die drei nächtigungsstärksten Bezirke Tirols sind Schwaz, Landeck und Kitzbühel. Die mit Abstand nächtigungsstärkste Gemeinde Tirols ist Sölden.
Knapp 70 % des zur Produktion von Beherbergungs- und Gastronomieleistungen nötigen Vorlieferungs- und Vorleistungsbedarfs kommt aus Tirol selbst, ca. 18 % aus den anderen österreichischen Bundesländern. Der Tourismus generiert in Tirol ca. 8,4 Milliarden Euro Umsatz, 6,7 Mrd. Euro resultieren aus dem Nächtigungstourismus, 1,7 Mrd. Euro aus dem Tagestourismus. Die direkte touristische Bruttowertschöpfung Tirols beträgt rund 4,5 Mrd. Euro; das sind 17,5 % Anteil an der gesamten Tiroler Bruttowertschöpfung (Vgl. für Österreich liegt der Anteil der direkten Wertschöpfungseffekte des Tourismus am BIP bei 5,3 %).
In Tirol wird jeder dritte Euro im Tourismus verdient, in Österreich ist es jeder sechste.
Der Tiroler Tourismus beschäftigt rund 60.000 Erwerbstätige, nahezu jeder vierte Vollzeitarbeitsplatz in Tirol wird von der Tourismus- und Freizeitwirtschaft geschaffen.

## Statistik
Im Tourismusjahr 2015 (1. November 2014 bis 31. Oktober 2015) wurden in Tirol 10,9 Millionen Gästeankünfte und 45,6 Millionen Nächtigungen registriert. Der Winter ist mit 5,6 Millionen Ankünften und 26 Millionen Nächtigungen die stärkere Saison. Die durchschnittliche Aufenthaltsdauer der Gäste in Tirol sank zwischen 2005 und 2015 von 5,0 auf 4,2 Tage. Dies ist dem internationalen Trend zu immer kürzeren, aber dafür mehreren Urlauben geschuldet. Im Winter verweilen die Gäste durchschnittlich einen Tag (4,7 Tage) länger in Tirol als im Sommer (3,7 Tage). Deutschland ist mit der Hälfte aller Nächtigungen der mit Abstand wichtigste Herkunftsmarkt für den Tiroler Tourismus, gefolgt von den Niederlanden und Österreich. Diese Top-3-Herkunftsmärkte zeichnen für 70 % aller Gästenächtigungen verantwortlich.

## Struktur und Organisationen im Tourismussystem Tirol
Es gibt 34 Tourismusverbände, welche als selbständige Körperschaften des öffentlichen Rechts mit Verordnung der Landesregierung errichtet wurden und der Aufsicht der selbigen unterstehen. Sie haben schwerpunktmäßige Aufgaben im Bereich des Marketings, der Schaffung und Unterhaltung touristischer Infrastrukturen, der Dienstleistung am Gast sowie der Verbandsadministration wahrzunehmen. Als Budgetgrundlage dienen vor allem das Aufkommen an Pflichtbeiträgen der Unternehmerschaft sowie jenes an Aufenthaltsabgaben (Nächtigungstaxen) der Gäste. Die Festsetzung des jährlichen Unternehmerbeitrages erfolgt nach folgenden vier Kriterien: innertirolischer Umsatz, Nähe des Betriebes zur Tourismuswirtschaft, Tourismusintensität der Destination bzw. Region sowie Höhe des sogenannten Promillesatzes (verbandsautonom festgesetzter Multiplikator). Die Höhe des Aufenthaltsabgabesatzes bewegt sich in der Spanne von 0,55 Euro bis 3,00 Euro pro Nacht. Die verpflichtende Tourismusabgabe für alle Tiroler Wirtschaftstreibenden geht auf das Landesfremdenverkehrsgesetz vom 24. März 1927 zurück. Die Organe eines Tourismusverbandes sind die Vollversammlung, der Aufsichtsrat, der Vorstand und der Obmann. Jeder Tourismusverband wird von einem Geschäftsführer und einem Obmann geleitet. Alle Unternehmer, die ihren Sitz oder eine Betriebsstätte im Verbandsgebiet haben und unmittel- oder mittelbar einen wirtschaftlichen Nutzen aus dem Tourismus in Tirol erzielen, sind Mitglieder im Tourismusverband.

Die Beherbergungs- und Gastronomiebetriebe im Tiroler Tourismus (22.000 Betriebe) sind größtenteils inhaber- oder familiengeführte Betriebe. Es gibt über 340.000 Gästebetten, davon entfällt jedes zweite Bett auf die Hotellerie. Die anderen Kategorien sind Ferienwohnungen, Privatquartiere und Sonstige Unterkünfte. Die höchste Auslastung gibt es in der gehobenen Hotellerie im Winter.

## Tourismus in Tirol in der fiktionalen Literatur
Seit es Tourismus, Fremdenverkehr, Sommerfrische oder Alpinismus in Tirol gibt, wird das Thema stets auch als fiktionale Literatur behandelt. Von den berühmten Notizen Goethes oder Heines, über die ersten Wanderungen eines Ludwig Steub bis hin zu Carl Techet mit seinem Fern von Europa werden immer wieder Themen ins Spiel gebracht, die sich beim Zusammentreffen von Reisenden mit den Natives auftun. Dabei steuern oft die Landschaft, das Gebirge oder der Schnee an sich den Plot bei.
Die Erzählungen dienen regelmäßig als Vorlage für Filme oder ikonisierende Gemälde, wie das etwa beim Innsbrucker Riesenrundgemälde am Bergisl der Fall ist.

## Sonstiges
Es gibt mehrere Tourismusstraßen, z. B. die Kaunertaler Gletscherstraße. Über 500 Berge in Tirol sind über 3.000 Meter hoch.

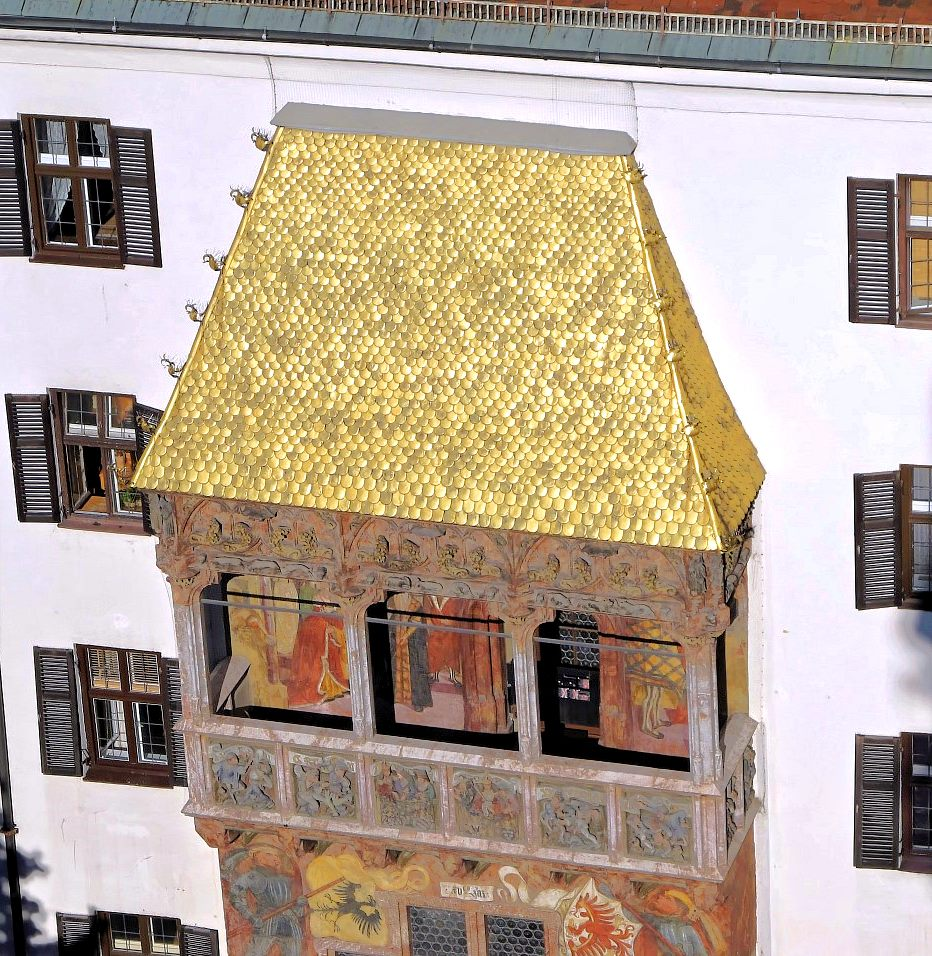
Goldenes Dachl in Innsbruck
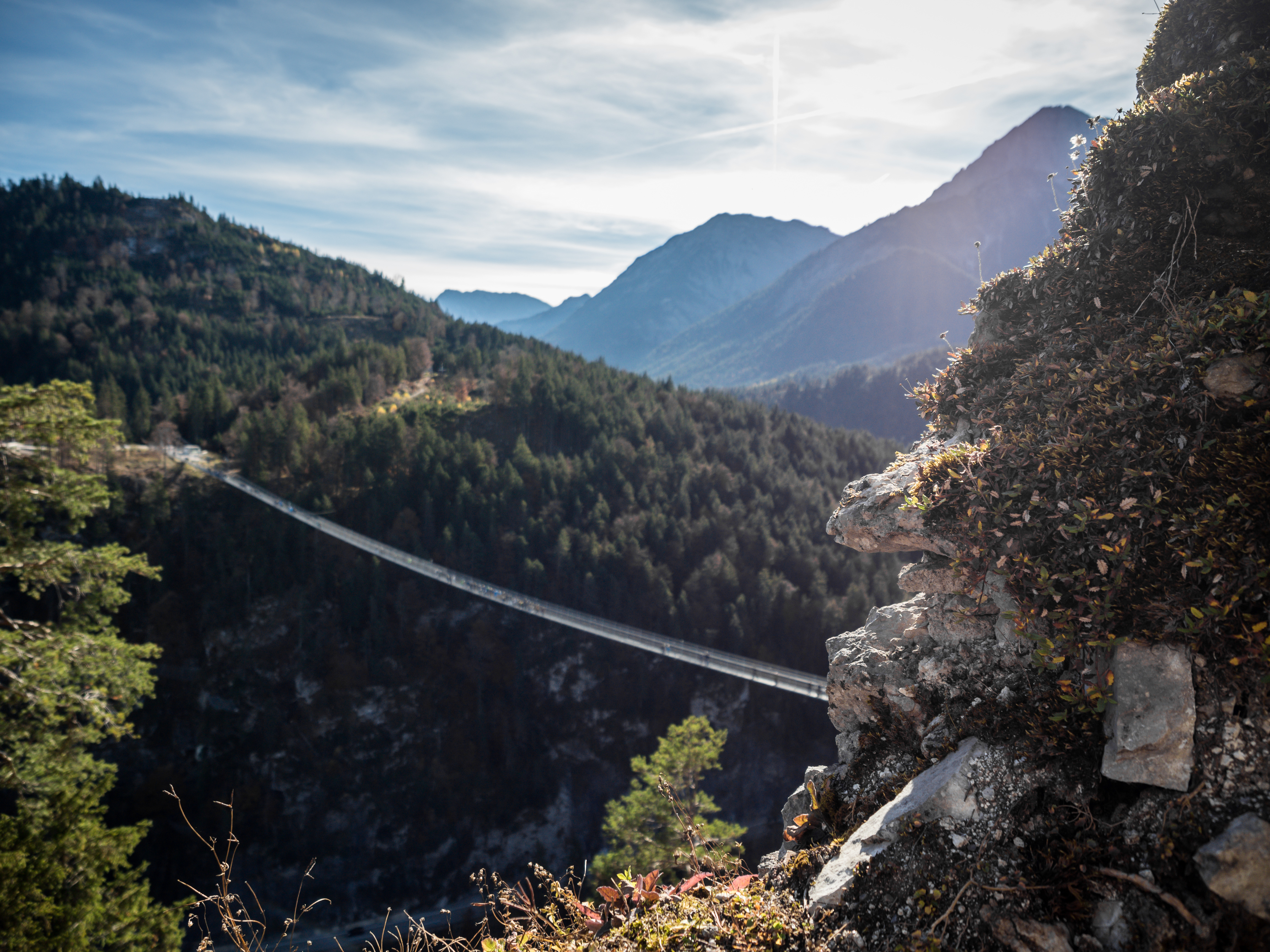
Highline179 bei Reutte